# Порто-Санто-Стефано
Порто-Санто-Стефано (итал. Porto Santo Stefano) — город и административный центр коммуны Монте-Арджентарио в провинции Гроссето в области Тоскана Итальянской Республики. По данным XIV переписи населения Италии 2001 года, численность населения составляла 8 810 человек.

## География

### Географическое положение
Находится в географической области Маремма в итальянском регионе Тоскана, на северном побережье каменистого полуострова Арджентарио. Располагается в 44 км к югу от административного центра провинции — города Гроссето. Высота над уровнем моря — 5 м.

### Климат
По Классификации климатов Кёппена, климат селения определяется как Csa — Средиземноморский климат. Температура здесь в среднем 17,2°C. Среднегодовая норма осадков — 766 мм.

## Достопримечательности

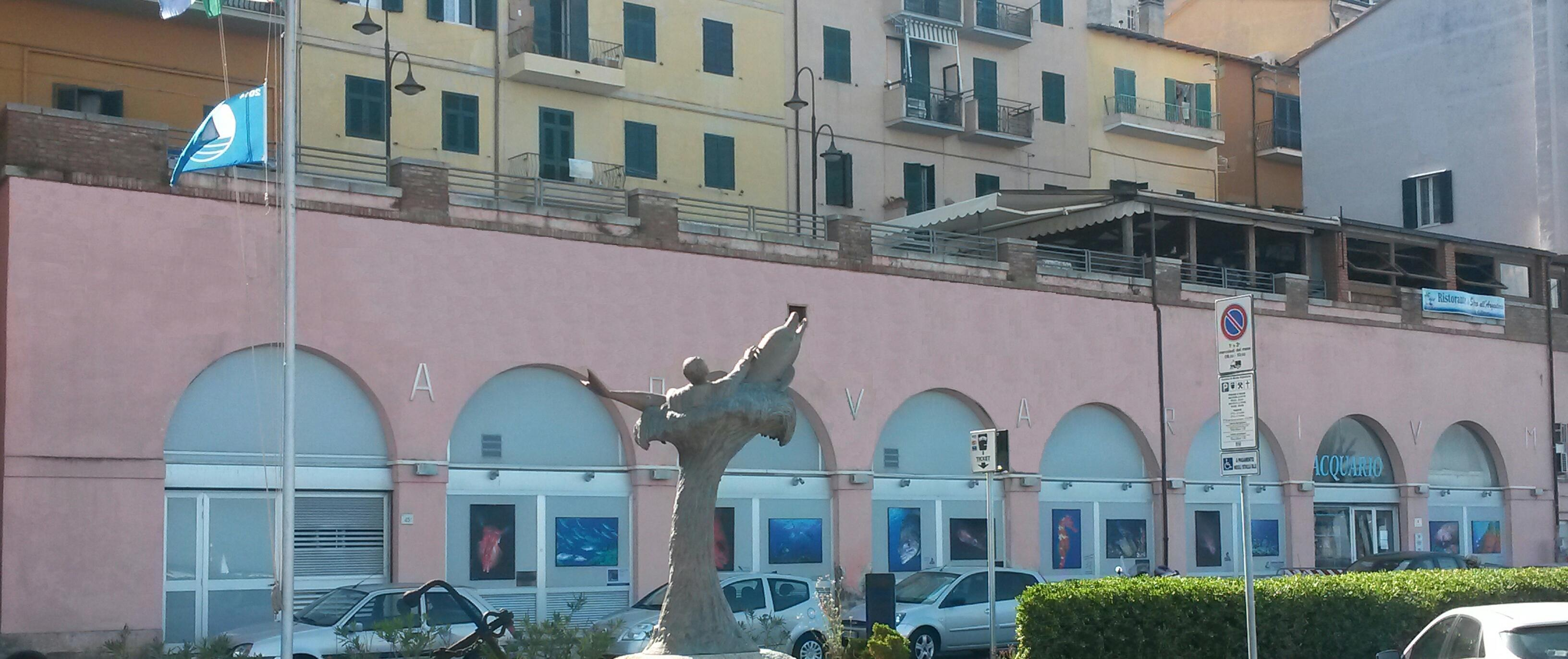
Средиземноморский аквариум Серебряного побережья

В городе находится Средиземноморский аквариум Серебряного побережья.

## Религия

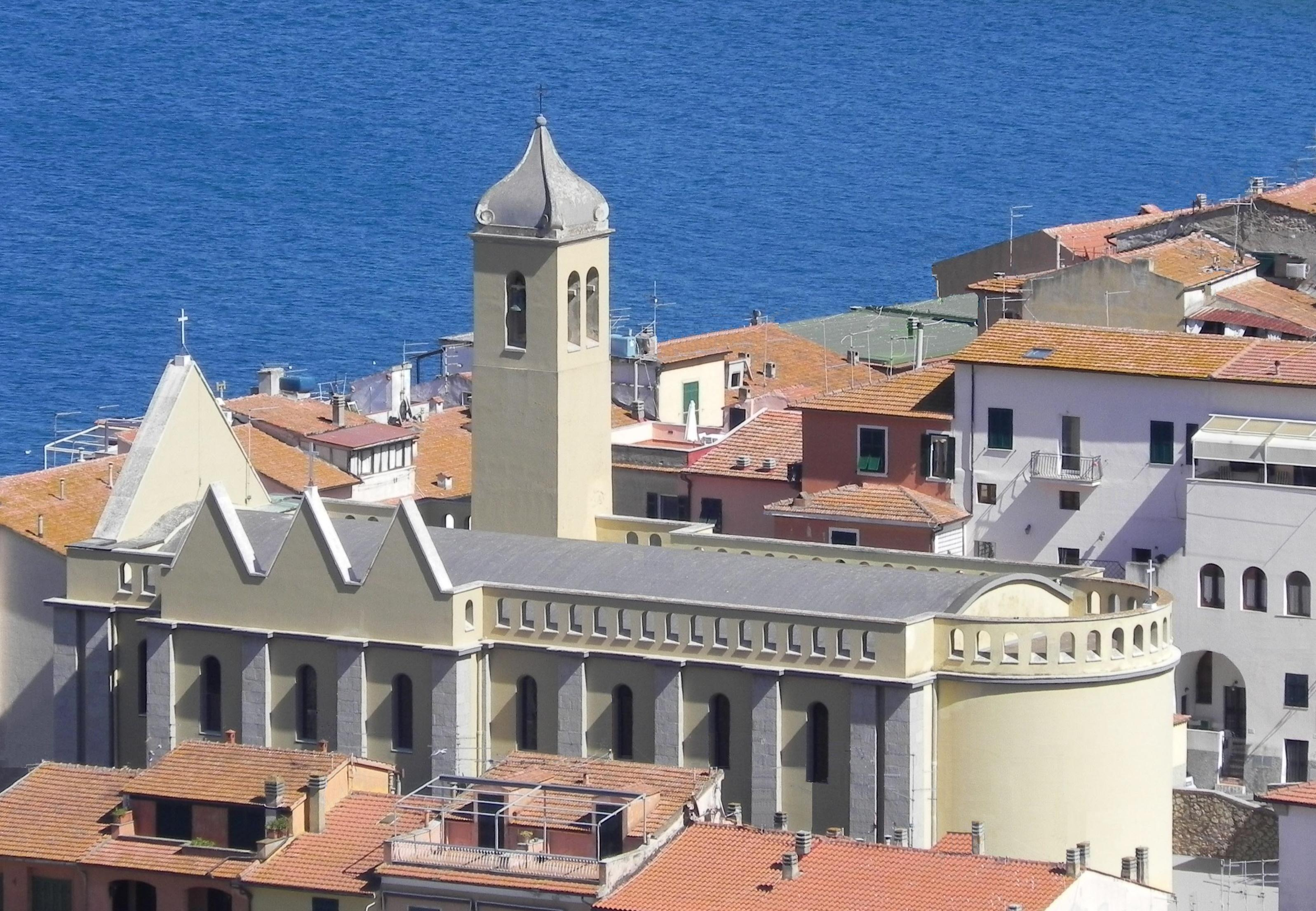
Церковь Санто-Стефано — приходская церковь Порто-Санто-Стефано

В городе находится Церковь Санто-Стефано — приходская церковь Порто-Санто-Стефано.